# Nationalversammlung (Mali)

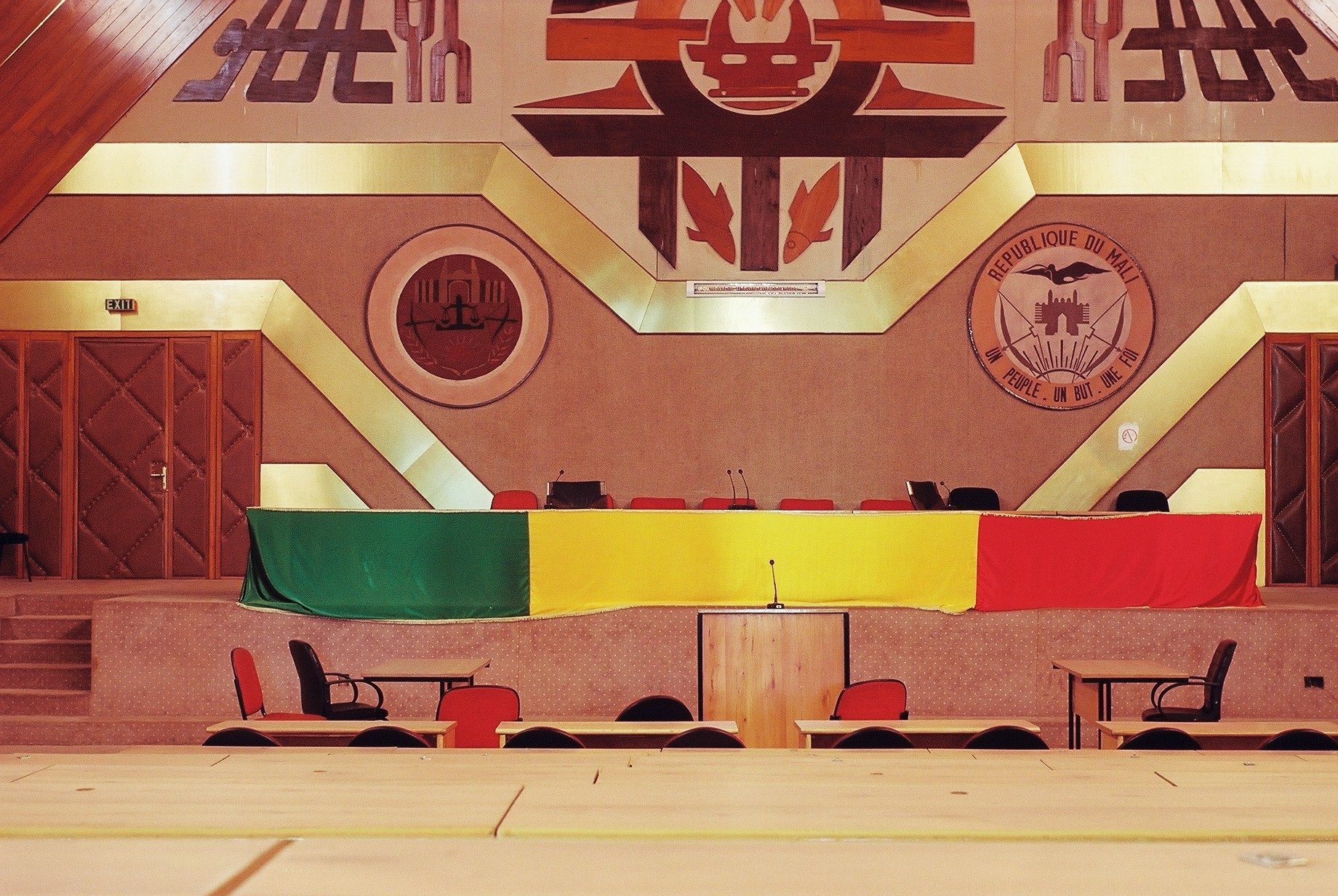
Blick auf das Podium der Nationalversammlung von Mali (2007)

Die Nationalversammlung von Mali ist das Parlament im Einkammersystem von Mali.
In die Nationalversammlung werden 147 Abgeordnete für jeweils fünf Jahre gewählt. Die Nationalversammlung befindet sich in der Hauptstadt Bamako.

## Wahlen
Die jüngste Parlamentswahl fand am 29. März und 19. April 2020 statt, nachdem die Wahl ursprünglich bereits für das Jahr 2018 geplant gewesen war, aufgrund der Konflikte in Nordmali jedoch ausgesetzt wurde. Die vorherigen Wahlen fanden am 24. November und am 15. Dezember 2013 statt. Am 22. Januar 2014 konstituierte sich die Nationalversammlung. Davor wurde am 1. Juli und 22. Juli 2007 sowie am 14. und 28. Juli 2002 gewählt.

## Auflösung nach Militärputsch 2020
Nachdem der Staatspräsident Ibrahim Boubacar Keïta und der Premierminister Boubou Cissé bei einem von Mitgliedern der malischen Streitkräfte initiierten Putsch verhaftet worden waren, verkündete Keïta am frühen Morgen des 19. August 2020 seinen Rücktritt, den der gesamten Regierung sowie die Auflösung des Parlaments.